# 폰 망골트 함수
폰 망골트 함수(von Mangoldt function)는 수론적 함수의 하나로, 독일 수학자 한스 폰 망골트의 이름을 땄다.

## 정의
보통 {\displaystyle \Lambda (n)}으로 표현하는 함수로서 다음과 같이 정의한다.
- n이 어느 소수 {\displaystyle p}의 거듭제곱일 경우 {\displaystyle \Lambda (n)=\log p}
- 나머지 경우 {\displaystyle \Lambda (n)=0}

## 성질
폰 망골트 함수는 수론적 함수이면서 곱셈적 함수가 아닌 예로 종종 등장한다.
산술의 기본 정리 때문에 다음이 성립한다.
{\displaystyle \log n=\sum _{d\,\mid \,n}\Lambda (d),\,}
또한, 체비쇼프 함수(Chebyshev function)는 망골트 함수를 이용하여 간단하게 정의할 수 있다. 즉,
{\displaystyle \psi (x)=\sum _{n\leq x}\Lambda (n).}
다음과 같이 뫼비우스 함수(Möbius function)와도 관련이 있다.
{\displaystyle \sum _{d|n}\mu \left({\frac {n}{d}}\right)\log d=\Lambda (n)}

## 디리클레 급수와의 관계
리만 제타 함수의 로그는 다음과 같은 디리클레 급수로 표현할 수 있다.
{\displaystyle \log \zeta (s)=\sum _{n=2}^{\infty }{\frac {\Lambda (n)}{\log(n)}}\,{\frac {1}{n^{s}}}}
마찬가지로 리만 제타 함수의 로그 도함수(Logarithmic derivative)를 디리클레 급수로 표현하면 다음과 같다.
{\displaystyle {\frac {\zeta ^{\prime }(s)}{\zeta (s)}}=-\sum _{n=1}^{\infty }{\frac {\Lambda (n)}{n^{s}}}.}

## 같이 보기
- 소수 계량 함수